# Freya justina
Freya justina är en spindelart som beskrevs av Banks 1929. Freya justina ingår i släktet Freya och familjen hoppspindlar. Inga underarter finns listade i Catalogue of Life.